# Jean-Marie Laloy
Pour les articles homonymes, voir Laloy.
Jean-Marie Laloy, né le 29 novembre 1851 à Fougères et mort le 2 janvier 1927  à Rennes, est un architecte français. Il prend la succession d'Hippolyte Béziers-Lafosse au poste d'architecte du département d'Ille-et-Vilaine en 1884.

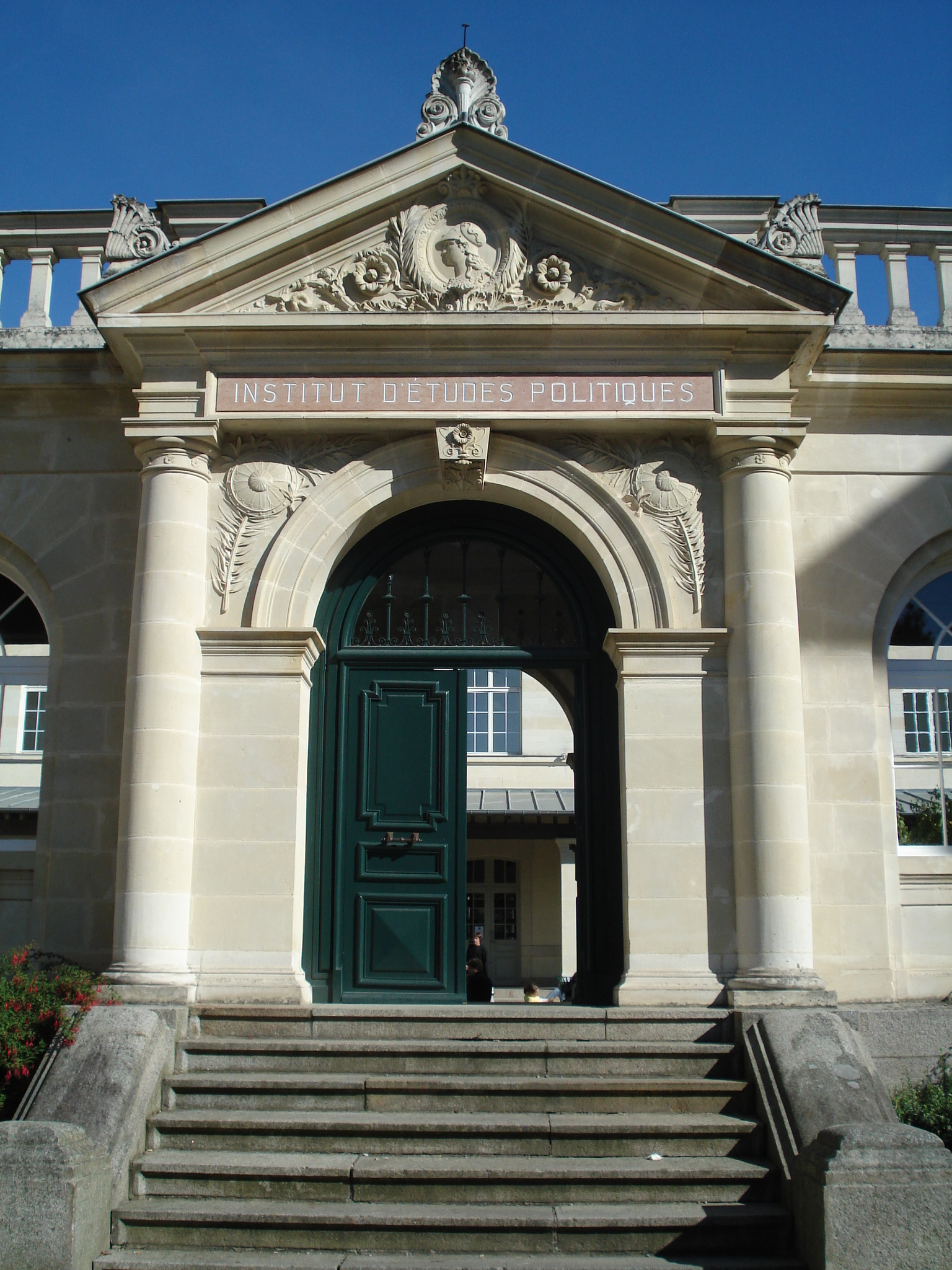
Façade de l’ancienne école normale des institutrices de Rennes.

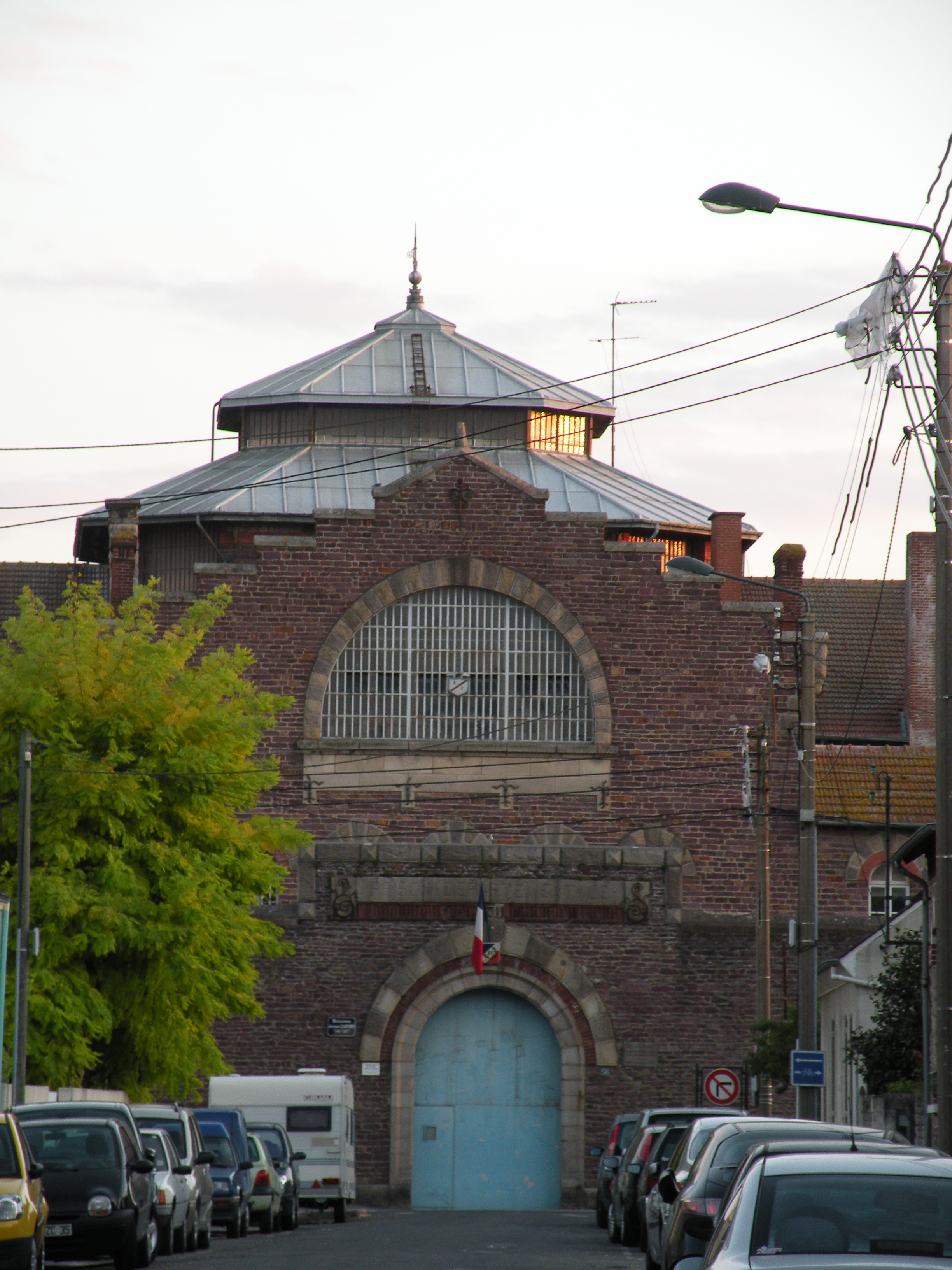
La prison départementale de Rennes.

## Biographie
Après sept années d'études à l’École des beaux-arts de Paris, dont il est notamment l'élève d'Ernest Coquart, il retourne en Bretagne, en 1878, s’installer à Rennes dans un hôtel de style néoclassique qu’il se construit, 18 rue de Viarmes. Il participe au chantier de restauration du Parlement de Bretagne durant lequel il fait la connaissance de Jean Janvier, alors jeune entrepreneur, avant d'occuper le poste d'architecte des bâtiments de l’État et d'architecte départemental d’Ille-et-Vilaine et du palais de justice de 1884 à 1920.
Dans le cadre de la politique scolaire de la Troisième République, il reçoit la commande de pas moins de 95 écoles, et construit pour le département 25 gendarmeries et 43 autres bâtiments publics. À Rennes, il construit notamment l’École normale d’institutrices (1882), l’École d’agriculture (1892 à 1896) et la prison départementale du boulevard Jacques-Cartier (à partir de 1896). Il conçoit aussi l'école publique de Saint-Gonlay.
Dans sa ville natale, il reçoit la commande de cinq bâtiments : halles, justice de paix, bibliothèque, bureau de poste et théâtre. Il construit le théâtre de la Ville de Fougères de 1880 à 1886.
Républicain convaincu et franc-maçon, il est le porte-parole du « combat laïque », tant par son œuvre d’architecte au service de la Troisième République que par son engagement politique. Il est en effet élu conseiller municipal de Rennes lors des élections municipales de 1881 sur la liste menée par Edgar Le Bastard. Il reçoit en outre la Légion d'honneur en 1912. Il est nommé architecte honoraire du département et du palais de justice en 1921.